# Inntel Hotel Zaandam
Inntel Hotel Zaandam (официальное название — Inntel Hotels Amsterdam Zaandam) — отель в Зандаме (Нидерланды), открытый в 2010 году. Здание примечательно своим внешним видом, который представляет собой нагромождение почти семидесяти отдельных фасадов традиционных занских домов, окрашенных в четыре оттенка местного зелёного цвета. Проект разработан архитектором Вилфридом ван Винденом.
Отель заменил предыдущую гостиницу того же оператора, которая была открыта в 1986 году и снесена в 2010. Официальное открытие нового отеля состоялось 18 марта 2010 года, однако первых гостей он принял уже 12 марта. Здание было построено в рамках проекта Inverdan, начатого в 2003 году с целью реконструкции центра города Зандам. В отеле Inntel, как и в других постройках проекта Inverdan, в качестве характерной черты используется традиционная занская архитектура.
Рядом с отелем находится искусственный водопад.
В 2017 году отель вошёл в список «12 самых необычных отелей мира» по версии новостного канала CNN.
Все фасады на здании зелёного цвета, за исключением одного — синего. Он символизирует «Синий дом», запечатлённый на одноимённой картине художника Клода Моне, которую тот написал в Зандаме в 1871 году.
Вокруг дизайна отеля возник небольшой скандал, когда архитектор Ван Винден был обвинён в плагиате другим архитектором, Sjoerd Soeters. Сутерс утверждал, что Ван Винден заимствовал у него основную идею и язык форм, не упомянув его в числе авторов в своей книге «Fusion».

## Галерея

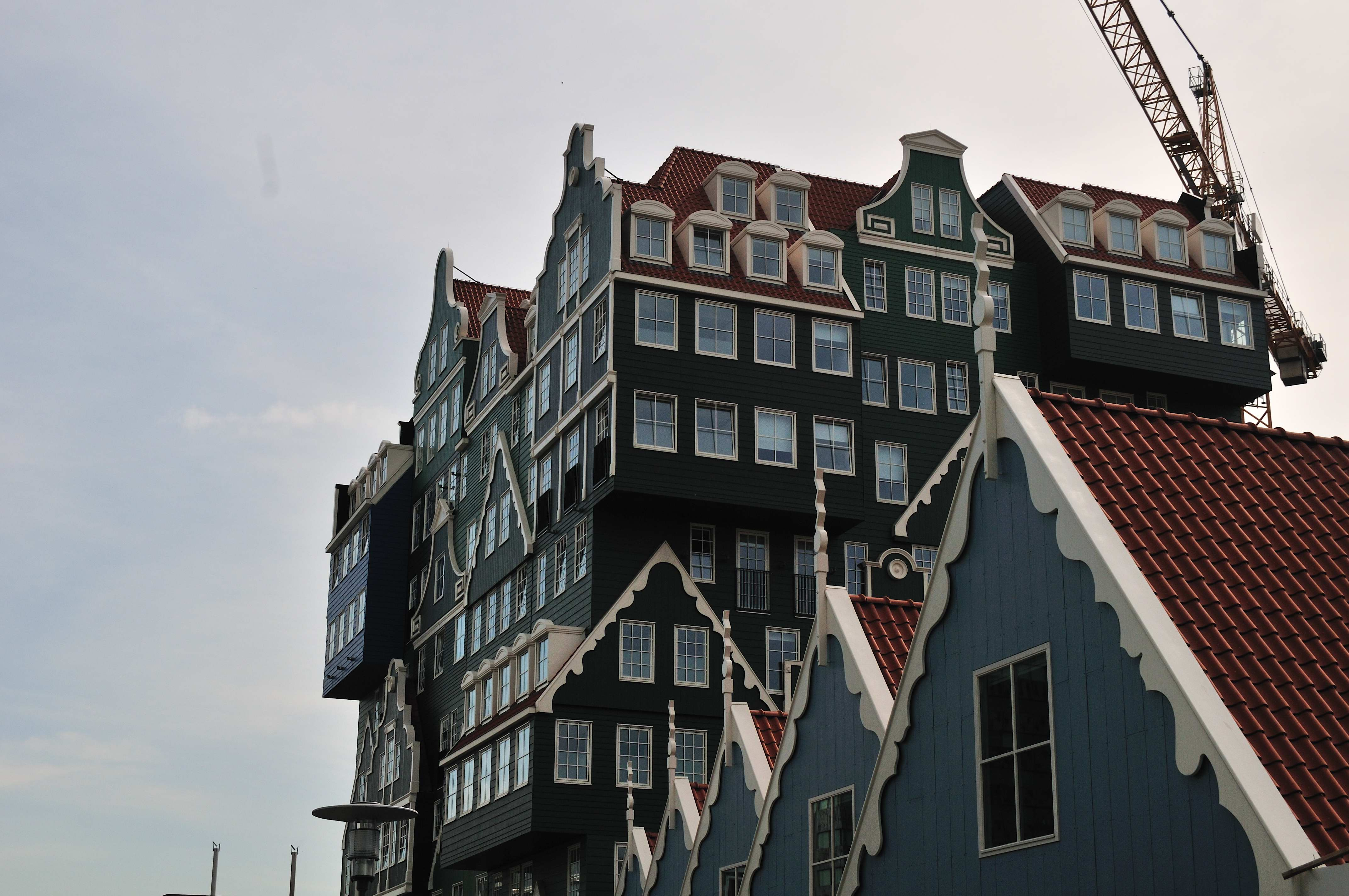
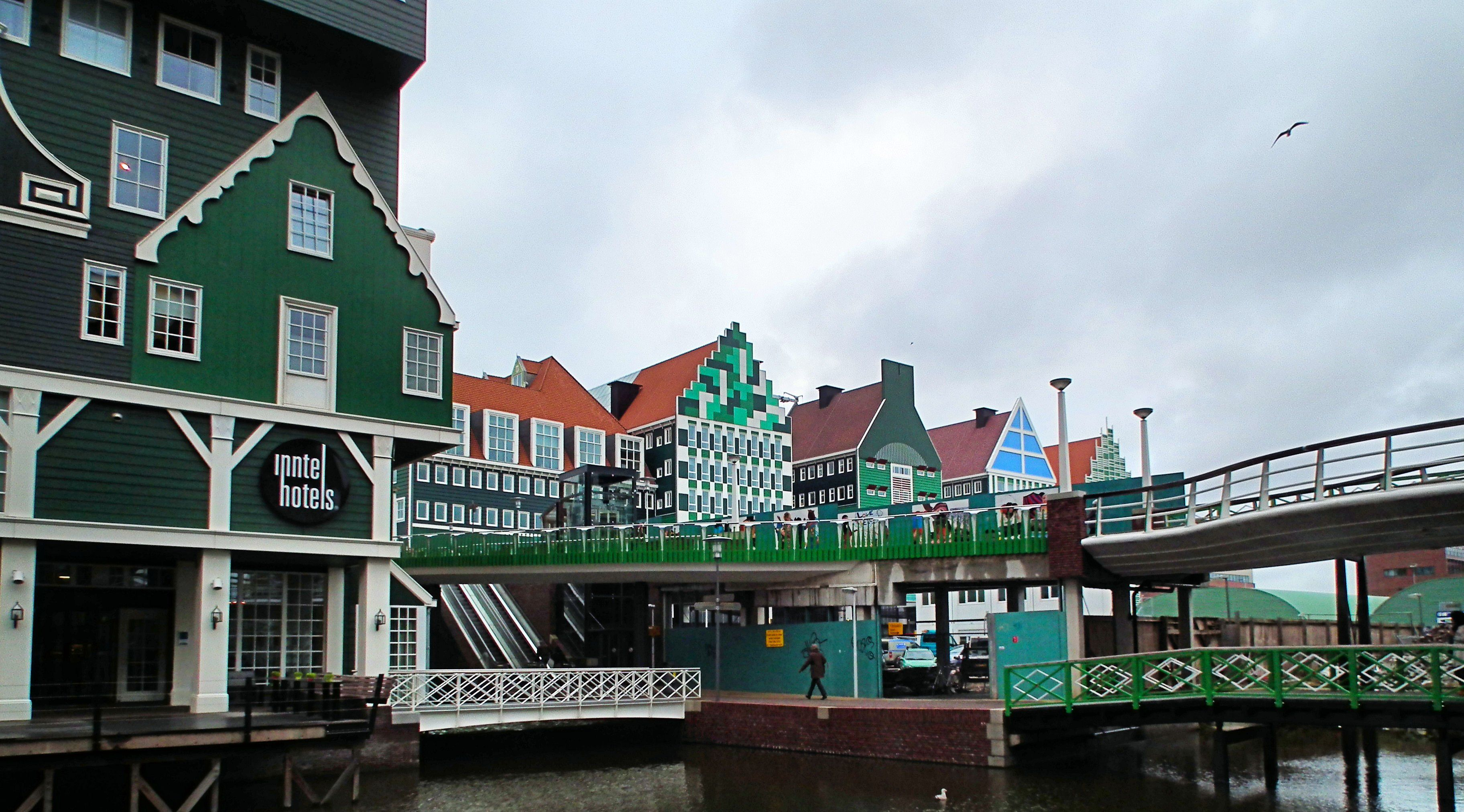
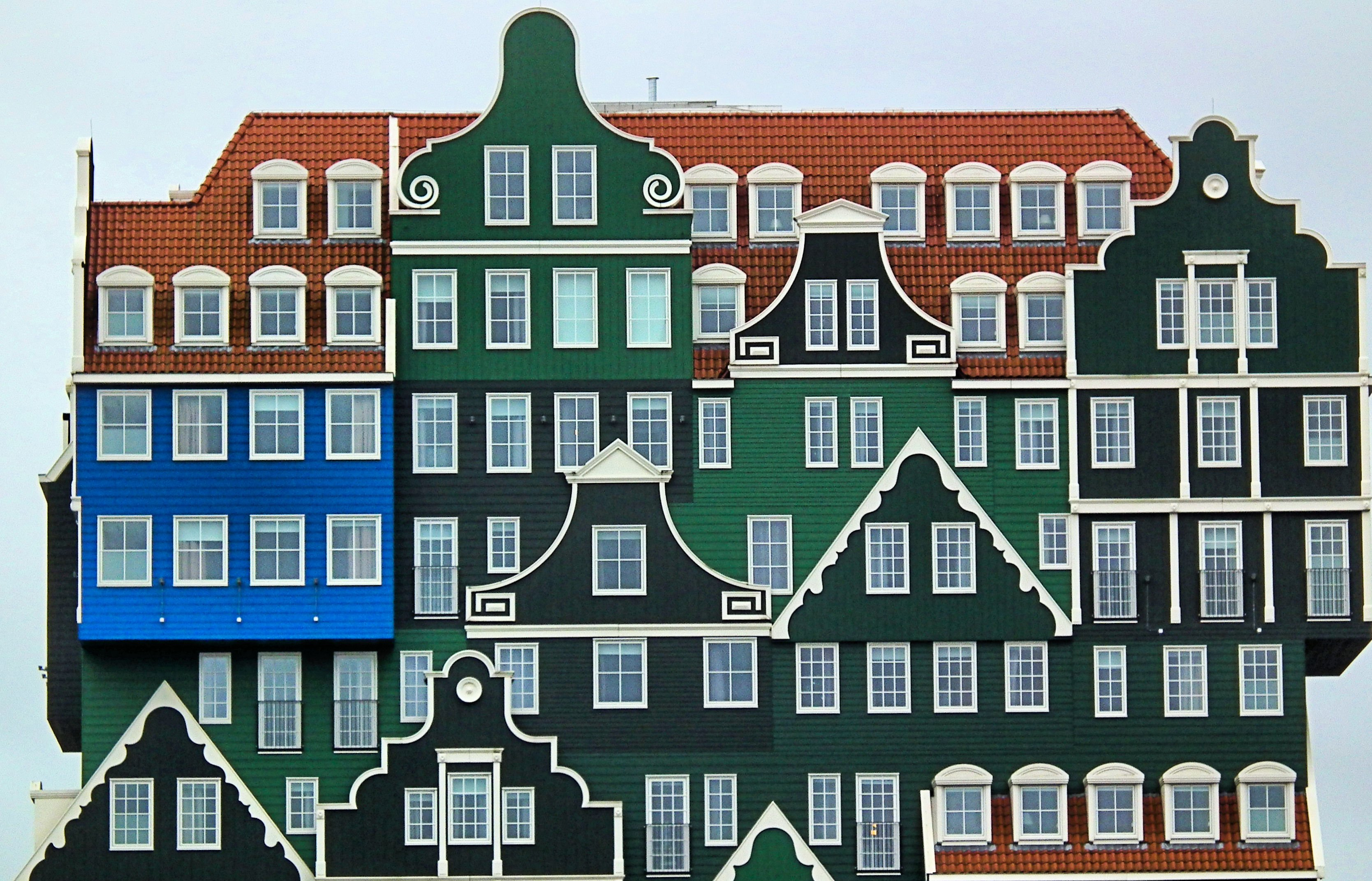
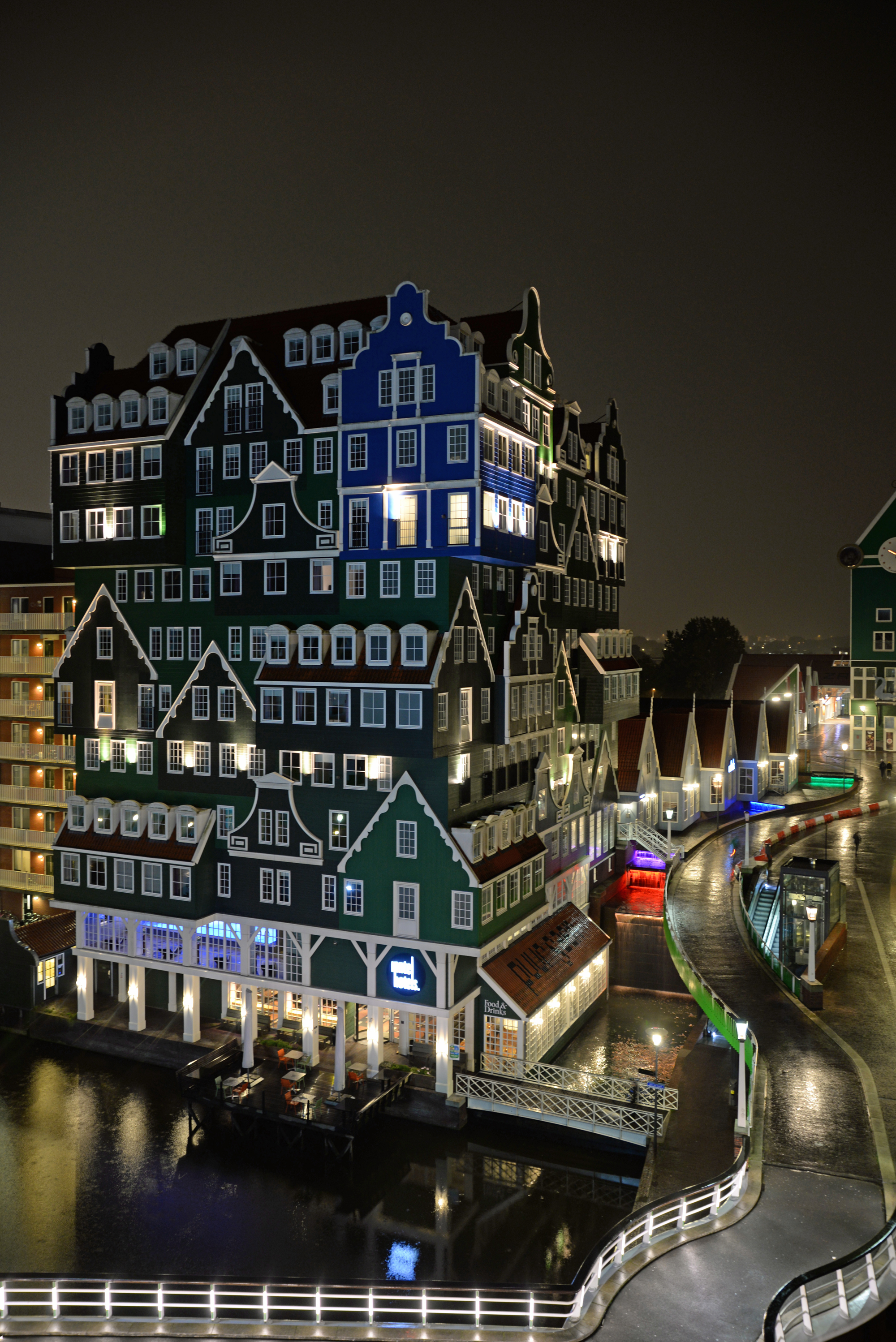